# Павлов, Владимир Михайлович
Влади́мир Миха́йлович Па́влов (29 ноября 1925, Одесса, СССР — 2011) — советский и российский лингвист-германист и переводчик, доктор филологических наук, профессор.

## Биография
Родился 29 декабря 1925 года в Одессе.
В 1932 году переезжает в Ленинград. В 1933—1941 гг. учился в средней школе № 216. В конце июня 1941 года, находившийся на каникулах в Одессе, В. М. Павлов эвакуирован с сотрудниками Одесского педагогического института, где работал его дед, И. Д. Дуб в г. Майкоп. в 1942 году завершает среднее образование в г. Майкопе и эвакуируется вместе с Одесским педагогическим институтом в г. Байрам-Али. С 1942 по 1943 год обучался на факультете русского языка находящегося в эвакуации в г. Байрам-Али Одесского государственного педагогического института.

### Военная служба
7 апреля 1943 года призван на военную службу, с апреля по август 1943 г. — курсант 51-й школы младших авиаспециалистов. До января 1945 года служил в качестве воздушного стрелка в 455 авиаполку, впоследствии преобразованном в 30-й гвардейский полк. 30 января 1945 г. вместе с экипажем оказался в лагере для военнопленных в г. Альтенграбов после вынужденной посадки из-за обледенения самолёта в районе Гданьска — Хойнице. 4 мая лагерь военнопленных был освобожден советскими войсками и В. М. Павлов с экипажем вышел в расположение советского командования. В 1945 г. служил рядовым в частях Советской оккупационной армии в Германии, затем — стрелком в 30-м гвардейском авиаполку, дислоцировавшемся в Польше. Демобилизован по состоянию здоровья а звании гвардии сержанта.

### Высшее образование. Аспирантура и докторантура
В 1949 г. с отличием окончил факультет немецкого языка Первого ЛГПИИЯ, квалификация: «преподаватель немецкого языка высшей и средней школы».
1956—1957: одногодичная аспирантура при кафедре немецкого языка ЛГПИ. В 1959 году в ЛГПИ защитил диссертацию на соискание ученой степени кандидата филологических наук, тема: «Развитие определительного сложного существительного (с первым компонентом-существительным) в немецком языке», научный руководитель — профессор В. Г. Адмони. В 1973 г. защитил докторскую диссертацию «Субстантивное словосложение в немецком языке» в Ленинградском отделении Института языкознания Академии наук СССР (ЛО ИЯ АН СССР).

### Педагогическая и административная работа в высшей и средней школе
1949—1950 гг. работал в школе рабочей молодежи г. Гатчина учителем немецкого языка. Преподавал немецкий язык в ленинградских средних школах № 199 (1950—1951) и № 37 (1950—1955).
С 1952 как внешний совместитель руководит педагогической практикой студентов на кафедре методики преподавания ЛГПИ им. М. Н. Покровского, а с 1953 зачислен в штат ассистеном кафедры методики и кафедры немецкого языка. С 1957 г. работает в ЛГПИ им. А. И. Герцена (с которым объединился ЛГПИ им. М. Н. Покровского) старшим преподавателем кафедры германской филологии, с 1960 г. — заведующий кафедрой (с 1961 г. совмещает с должностью доцента).
С 1963 года — ученый секретарь ЛО ИЯ АН СССР. В 1963—1972 как внешний совместитель работает на кафедре немецкой филологии Филологического факультета ЛГУ.
В 1974 г. и переведен на должность старшего научного сотрудника Сектора индоевропейских языков ЛО ИЯ АН СССР, в 1975 г. переведен в Сектор теории грамматики и структурно-типологических исследований. 1979—1996 — ведущий научный сотрудник Отдела теории грамматики.
Кроме того, В. М. Павлов на протяжении многих лет по плану Президиума АН СССР направлялся для чтения лекций и приема экзаменов в рабочие командировки в различные учебные заведения СССР: Самаркандский государственный университет (1970, 1971, 1983 гг.), Вильнюсский государственный университет (1974 г.), Тульский государственный педагогический институт им. Л. Н. Толстого (1975 г.), Ереванский государственный университет (1977 г.), Тамбовский государственный педагогический институт (1978 г.), Белгородский государственный педагогический институт (1980 г.), Иркутский государственный педагогический институт (1981 г.), Ташкентский государственный педагогический институт (1983 г.), Вологодский государственный институт (краткие курсы лекции по немецкой филологии в 1988—1995 гг.).
В 1993 году работал приглашенным профессором в Гамбургском университете, читал лекции по немецкому словообразованию.
В 1993—1995 гг. — в Институте иностранных языков при СПбГУЭФ (по совместительству). Член Российского союза германистов.
В 1996 году уволился по собственному желанию из ИЛИ РАН и в 1997 году переехал на постоянное место жительство в г. Вальдорф близ Гейдельберга (Германия, земля Баден-Вюртемберг). Активную научную деятельность не прекратил, занимался ей на общественных началах. С 2005 году читал лекции по немецкому словообразованию в Университете г. Касселя.

## Научная деятельность
Профессор В. М. Павлов — автор более 250 научных и научно-методических работ на русском и немецком языках (учебников, учебных пособий, научных статей, монографий) по немецкой филологии, в том числе истории и теоретической грамматике немецкого языка, русской филологии, психолингвистике, а также общей теории языка и лингводидактике.

## Основные научные труды
На русском языке
- Развитие определительного сложного существительного в немецком языке, 1958;
- Учебник немецкого языка, 1962, 1966, 1971, 1980;
- Понятие лексемы и проблема отношений синтаксиса и словообразования, 1985;
- Полевые структуры в строе языка, 1996;
- Противоречия семантической структуры безличных предложений в русском языке, 1998;
- Германская филология и общее языкознание / отв. ред. Н. Л. Сухачев. СПб.: Нестор-История, 2016. 384 с.

На немецком языке
- Die substantivische Zusammensetzung im Deutschen als syntaktisches Problem, 1972;
- Zur Ausbildung der Norm der deutschen Literatursprache im Bereich der Wortbildung (1470—1730), 1983;
- Die Deklination der Substantive im Deutschen. Synchronie und Diachronie, 1995.